# Büssing 400T
Büssing 400T – trolejbus produkowany przez niemiecką firmę Büssing. Pojazdy te były produkowane na bazie autobusu Büssing 400. Z racji innego umieszczenia zespołu napędowego w trolejbusie możliwe było umieszczenie drzwi wejściowych przed osią przednią, a nie jak w autobusie – za. Büssing 400T z osprzętem i zespołem napędowym firmy AEG jako jedyny z trolejbusów miał na przedniej ścianie umieszczoną atrapę osłony chłodnicy.